# Muranów (stacja metra)
Muranów – planowana stacja linii M1 metra w Warszawie.

## Historia
Nazwa stacji została nadana uchwałą Rady Narodowej m.st. Warszawy 16 grudnia 1983.
Została wyłączona z budowy ze względu na oszczędności razem ze stacją Plac Konstytucji. Według planów znajdować się miała między stacjami: od południa Ratusz Arsenał (635 metrów od stacji) i od północy Dworzec Gdański (899 metrów od stacji), w pobliżu skrzyżowania ulic Anielewicza i ówczesnej ul. Nowotki (obecnie ul. Andersa) na osiedlu Muranów. Zagęszczenie stacji metra w centrum miałoby na celu lepszą komunikację z Młocin i Kabat do wybranych punktów w centrum miasta.
W 2006 władze Warszawy podjęły decyzję o budowie obu pominiętych stacji metra (Plac Konstytucji i Muranów). Ich budowa jest wskazana w aktualnym Studium uwarunkowań i kierunków zagospodarowania przestrzennego m.st. Warszawy (SUiKZP). W 2019 ogłoszono i rozstrzygnięto przetarg na wykonanie dokumentacji przedprojektowej i projektów budowlanych obu stacji. Na przygotowanie i uzyskanie pozwoleń na budowę spółka Metro Warszawskie przewiduje 24 miesiące od daty podpisania umowy. 19 grudnia 2024 zostały wydane pozwolenia na budowę tej stacji oraz stacji Plac Konstytucji przez wojewodę mazowieckiego Mariusza Frankowskiego.

## Inne informacje
Stacja, zamieszkana przez policjantów z pobliskiego pałacu Mostowskich, pojawia się w postapokaliptycznej powieści Kompleks 7215 Bartka Biedrzyckiego.
Od 2010 działa Stowarzyszenie Inicjatyw Społeczno-Kulturalnych Stacja Muranów, zajmujące się realizacją projektów kulturalnych i społecznych na terenie dzielnicy.